# فؤاد جمیل
فؤاد جمیل (انگلیسی: Fouad Gamil؛ زادهٔ ۱۸۹۷ - درگذشته نامشخص) بازیکن فوتبال اهل مصر بود.
وی همچنین در تیم ملی فوتبال مصر بازی کرده‌است.